# Tomás González Rivera
Tomás González Rivera (Madrid, 3 marzo 1963) è un ex calciatore spagnolo, di ruolo centrocampista.

## Palmarès

### Competizioni nazionali
- Copa de la Liga Segunda División: 1

Atlético Madrileño: 1982-1983